# Sebastonyma
Sebastonyma là một chi bướm ngày thuộc họ Bướm nâu.